# آیوالیک (یومورتالیک)
آیوالیک {{ترکی|Ayvalık) (به کردی: Ayvaliq) یک منطقهٔ مسکونی در ترکیه است که در یومارتالیک واقع شده‌است.